# المقاومة التايوانية للغزو الياباني (1895)
كانت المقاومة التايوانية للغزو الياباني (1895) نزاعًا بين جمهورية فورموزا (تايوان) التي لم تدم طويلًا وإمبراطورية اليابان. جاء الغزو بعد فترة وجيزة من تنازل سلالة تشينغ الحاكمة عن تايوان لليابان في أبريل عام 1895 في نهاية الحرب الصينية اليابانية الأولى.
رسي اليابانيون على الساحل الشمالي لتايوان بالقرب من كيلونغ في 29 مايو 1895، واجتاحوا القسم الجنوبي حتى تاينان. على الرغم من تباطؤ تقدمهم بسبب نشاط حرب العصابات، هزم اليابانيون القوات التايوانية (مزيج من الوحدات الصينية النظامية وميليشيات الهاكا المحلية) في حملة استمرت فقط خمسة أشهر. كان انتصار اليابان في باجواشان في 27 أغسطس أكبر معركة منكوبة جرت على الإطلاق على الأراضي التايوانية وقضت على المقاومة الفورموزية بهزيمة مبكرة. أنهى سقوط تاينان في 21 أكتوبر المقاومة المنظمة للاحتلال الياباني، وافتُتحت خمسة عقود من الحكم الياباني في تايوان.

## الخلفية والأسباب

### واقعة مودان عام 1871
في 6 نوفمبر، تجول 66 بحارًا من ريوكيوان في قلب تايوان بعد أن تدمرت سفينتهم في إعصار، ما تسبب في تركهم معزولين بعد غرق سفينتهم في الطرف الجنوبي الشرقي لتايوان. في 8 نوفمبر، وصل البحارة البالغ عددهم 66 إلى مجتمع مودان وأمرهم سكان بايوان المحليون بالبقاء هناك. بعد يوم واحد، بعد أن أعربوا عن شكوكهم، حاول البحارة البالغ عددهم 66 فردًا الفرار. لكن احتُجز احتياطًا 12 فردًا من قبل المسؤولين الصينيين من شعب الهان، وقُتل البحارة الباقون البالغ عددهم 54.
استقر الناجون في منزل يانغ يوانغ، الذي سمح لهم بالبقاء لمدة 40 يومًا. من خلال تقديم الملابس والطعام لشعب بايوان، حيث كان قادرًا على ارضائهم. بعد ذلك، مكث البحارة اليابانيون في سفارة ريوكيوان في فوزهو، فوجيان لمدة نصف عام، وعادوا بعد ذلك إلى موطنهم في مياكو.
انتقامًا من رفض سلالة تشينغ الصينية دفع تعويضات على أساس أن السكان الأصليين التايوانيين كانوا خارج نطاق سلطتهم القضائية، أرسلت اليابان قوة عسكرية إلى تايوان، وأرسلت بعثة تايوان عام 1874. شهد أول انتشار خارجي للجيش الإمبراطوري الياباني والبحرية الإمبراطورية اليابانية انتصار 3600 جندي في معركة البوابة الحجرية (ستون غيت) في 22 مايو. قُتل ثلاثون رجل من قبائل التايوانيين أو أصيبوا بجروح قاتلة في المعركة. بلغت الخسائر اليابانية 6 قتلى و30 جريحًا.
في نوفمبر 1874، انسحبت القوات اليابانية من تايوان بعد أن وافقت حكومة تشينغ على تعويض قدره 500000 كوبينغ تايل.

### الاحتلال الياباني لبيسكادوريس
جرت حملة بيسكادوريس في الفترة من 23 إلى 26 مارس عام 1895، وكانت بمثابة آخر عملية عسكرية في الحرب الصينية اليابانية الأولى. نظرًا لأن معاهدة شيمونوسيكي لعام 1895 بين سلالة تشينغ الصينية واليابان تركت تايوان وجزر بيسكادوريس في الأصل خارجها، كانت اليابان قادرة على شن عملية عسكرية ضدهم دون الخوف من الإضرار بالعلاقات مع الصين. من خلال احتلال بيسكادوريس، كانت اليابان تهدف إلى منع التعزيزات الصينية من الوصول إلى تايوان. في 15 مارس عام 1895، أبحرت قوة يابانية قوامها 5500 رجل إلى جزر بيسكادوريس ورست في جزيرة با تشاو في 23 مارس التالي.
بسبب ضعف الدفاعات الصينية، والتي كانت تتباهى بنحو 5000 رجل، تمكنت القوات اليابانية من الاستيلاء على بيسكادوريس في غضون ثلاثة أيام فقط. بينما كان عدد الضحايا اليابانيين ضئيلًا، تسبب تفشي الكوليرا في مقتل 1500 شخص في غضون أيام.